# 3月10日
3月10日是公历一年中的第69天（闰年第70天），离全年的结束还有296天。

## 大事记

### 19世紀以前
- 前241年：罗马共和国舰队在埃加特斯群岛海战击败古迦太基舰队，第一次布匿战争结束。
- 1535年：巴拿馬主教托馬斯·德·貝蘭加的船艦偏離前往秘魯的航道，意外發現加拉巴哥群島。
- 1629年：英格兰国王查理一世解散议会。
- 1735年：波斯国王纳迪尔·沙阿与俄罗斯帝国女皇安娜签订和约，俄罗斯撤离巴库。

### 19世紀
- 1831年：法国国王路易-菲利普一世正式批准建立法国外籍兵团，其后部署在阿尔及利亚。
- 1848年：美墨战争结束。
- 1864年：南北战争：雷德河战役（英语：Red River Campaign）开始。
- 1876年：加拿大发明家亚历山大·格拉汉姆·贝尔使用其发明的电话和助手进行首次通话。
- 1893年：科特迪瓦成为法国的殖民地。

### 20世紀
- 1905年：車路士足球會成立。
- 1912年：袁世凯在北京宣誓就任中华民国临时大总统。
- 1918年：苏俄首都由彼得格勒迁至莫斯科。
- 1921年：交通大學成立，正式招收新生。
- 1933年：南京政府廢兩改元統一幣制
- 1945年：二战：美軍B-29轟炸機對日本東京進行大轟炸。
- 1952年：前古巴共和国总统富尔亨西奥·巴蒂斯塔在大选前夕发动军事政变，建立独裁统治。
- 1954年：發生島田事件。
- 1959年：西藏首府拉萨的民众包围第十四世达赖喇嘛居住的布达拉宫，其后爆发藏区骚乱。
- 1973年：文化大革命：中共中央在党主席毛泽东的指示下决定恢复邓小平的国务院副总理职务。
- 1977年：美國天文學家詹姆斯·埃利奧特團隊利用柯伊伯機載天文台發現天王星的環系統。
- 1985年：青函隧道全面貫通。
- 1988年：中國第一名試管嬰兒在北京醫科大學第三醫院出生，是一名女嬰，重3.9公斤。
- 1992年：香港九龍深水埗發生械劫案。

### 21世紀
- 2004年：利比亚在维也纳与国际原子能机构正式签署了《不扩散核武器条约》的附加议定书，允许该机构的核查人员对其境内的所有核设施进行突击式检查。
- 2005年：香港行政長官董建華宣佈辭職。
- 2006年：美國國家航空暨太空總署發射的火星偵察軌道衛星成功抵達火星，並進入環火星軌道。
- 2011年：中国云南省德宏傣族景颇族自治州盈江县当地时间12时58分（UTC+8），发生里氏5.8级地震，震中位于北纬24.7度，东经97.9度，震源深度约10公里。
- 2017年：韩国总统朴槿惠遭弹劾下台。
- 2019年：衣索比亞航空302號班機在阿迪斯阿貝巴附近墜毀，機上157人全數罹難，多國下令禁飛波音737 MAX。
- 2023年：中共中央总书记习近平二度连任中国国家主席，是中华人民共和国历史上首位任期超过十年的国家主席；中共中央政治局常委李强则接替李克强出任国务院总理，是首位没有中共中央或中央政府工作经历的总理。
- 2023年：经中华人民共和国居中调停，沙特阿拉伯与伊朗宣布恢复断绝七年的外交关系。
- 2023年：總部位於美國加利福尼亞州聖克拉拉的矽谷銀行宣告破產，其資產由聯邦存款保險公司接管。

## 出生
- 1391年：特維科一世，波士尼亞國王（1338年逝世）
- 1415年：瓦西里二世，莫斯科大公（1462年逝世）
- 1452年：斐迪南二世，亞拉岡國王（1516年逝世）
- 1522年：三好長慶，日本戰國時代大名（1564年逝世）
- 1628年：義大利顯微解剖學家馬爾皮基出生。 （1694年逝世）
- 1749年：洛倫佐·達·彭特，義大利歌劇填詞家、詩人（1838年逝世）
- 1776年：路易絲，普鲁士王后（1810年逝世）
- 1844年：帕布羅·德·薩拉沙泰，西班牙作曲家（1908年逝世）
- 1845年：亞歷山大三世，俄羅斯帝國皇帝（1894年逝世）
- 1848年：凯特·谢泼德，紐西蘭婦女參政權運動中最傑出的人物（1934年逝世）
- 1865年：譚嗣同，清末維新派人士，維新四公子及戊戌六君子之一（1898年逝世）
- 1879年：伍连德，馬來亞醫生（1960年逝世）
- 1884年：弗蘭茲·庫恩，德國著名中國文學翻譯家（1961年逝世）
- 1881年：張雪門，臺灣教育學家（1973年逝世）
- 1897年：薩孟武，中華民國法學家（1984年逝世）
- 1898年：金奎光，韓國獨立運動家（1969年逝世）
- 1900年：維奧萊特·布朗，牙買加超級人瑞（2017年逝世）
- 1911年：瑪麗塔·卡馬喬·基羅斯，哥斯大黎加超級人瑞（2025年逝世）
- 1921年:  中国著名作曲家，《我的祖国》、《英雄赞歌》等曲作者刘炽。
- 1924年：金庸，香港作家（2018年逝世）
- 1928年：渥美清，日本男演員（1996年逝世）
- 1928年：詹姆斯·厄尔·雷，美國逃犯，刺殺黑人民權領袖馬丁·路德·金的兇手（1998年逝世）
- 1934年：傅聪，華裔英國鋼琴家（2020年逝世）
- 1934年：藤子不二雄Ⓐ，日本漫畫家（2022年逝世）
- 1940年：查克·羅禮士，美國武術家、演員、編劇、製片人
- 1947年：金·坎貝爾，加拿大政治人物，第19任加拿大總理
- 1948年：劉天賜，香港主持人
- 1949年：松久信幸，日本廚師、餐廳經營者
- 1957年：奥萨玛·本·拉登，蓋達組織首領（2011年逝世）
- 1957年：塔努·帕德馬納班，印度理論物理學、宇宙學家（2021年逝世）
- 1958年：莎朗·史東，美國女演員
- 1961年：勞雷爾·克拉克，美國太空人（2003年逝世）
- 1962年：松田聖子，日本女歌手、演員
- 1963年：李寧，中國体操运动員
- 1964年：愛丁堡公爵愛德華王子，英國王室成員
- 1967年：朴美善，韓國女演員
- 1971年：林右昌，臺灣政治人物，前任基隆市市長，現任內政部部長
- 1971年：闫妮，中國女演員
- 1971年：藤崎龍，日本漫畫家
- 1971年：喬·漢姆，美國男演員
- 1972年：提姆巴蘭，美國作曲家、唱片製作人、歌手
- 1973年：伊娃·赫茲高娃，捷克超級名模
- 1973年：尼克·博斯特羅姆，瑞典哲學家
- 1976年：陳浩然，香港音樂製作人
- 1979年：丹尼·普迪，美國男演員
- 1981年：，喀麥隆足球運動員
- 1982年：星崎未來，日本AV女优
- 1983年：楊佩婷，台灣女演員
- 1983年：袁成傑，中國男歌手、主持人、演員
- 1983年：侯天悅，中國男主持人
- 1983年：籽岷，中國游戲主播、紀录片導演、外聘教師
- 1983年：林顏，澳大利亞女歌手
- 1983年：柳賢慶，韓國女演員
- 1984年：李宇春，中國女歌手
- 1984年：奧利維亞·魏爾德，美國女演員、電影製片人
- 1985年：張度練，韓國女諧星
- 1987年：陳僖儀，香港女歌手（2013年逝世）
- 1987年：劉詩詩，中國女演員
- 1987年：李天縱，香港女藝人
- 1987年：優木加奈，日本女性聲優
- 1987年：金珠賢，韓國女演員
- 1988年：鳳小岳，台灣演員
- 1988年:   伊万·拉基蒂奇，克罗地亚足球运动员
- 1989年：韋漢娜，香港游泳運動員
- 1989年：鄧玉欣，越南模特兒
- 1991年：米津玄師，日本男歌手
- 1993年：王笠人，中國女歌手
- 1993年：王青，中國男歌手、演員
- 1993年：辛東根，韓國男子偶像團體BTOB成員
- 1994年：壞痞兔，波多黎各饒舌歌手
- 1996年：趙廷恩，韓國女演員
- 1996年：丹尼斯·維耶魯，摩爾多瓦男子柔道運動員
- 1998年：胡明轩，中国男子篮球运动员
- 2001年：查爾斯·德凱特萊爾，比利時足球運動員
- 2001年：連家穎，香港女歌手
- 2003年：吉田美月喜，日本女演員、模特兒
- 2005年：王澜静，中国艺术体操运动员
- 2010年：萊恩·基耶拉·阿姆斯特朗，美國女演員

## 逝世
- 1391年：特維科一世，波士尼亞國王（1338年出生）
- 1792年：約翰·斯圖爾特，英國政治人物，前任英国首相（1713年出生）
- 1796年：威廉·錢伯斯，蘇格蘭建築師（1723年出生）
- 1826年：約翰六世，葡萄牙國王、巴西國王（1767年出生）
- 1861年：塔拉斯·谢甫琴科，烏克蘭詩人、藝術家、人道主義者（1814年出生）
- 1870年：伊格納茲·莫謝萊斯，捷克作曲家、鋼琴家（1794年出生）
- 1872年：朱塞佩·马志尼，意大利革命家（1805年出生）
- 1889年：約翰尼斯四世，衣索比亞帝國皇帝（1837年出生）
- 1913年：哈莉特·塔布曼，美國廢奴主義者、政治活動家（1822年出生）
- 1937年：葉夫根尼·薩米爾欽，俄羅斯小說家（1884年出生）
- 1947年：二二八事件受難者，包括
  - 林連宗，臺灣律師（1905年出生）
  - 蕭朝金，臺灣牧師（1907年出生）
- 1948年：尤金·史拉斯基，俄羅斯統計學家、經濟學家（1880年出生）
- 1980年：張發奎，中華民國第四任陸軍總司令（1896年生）
- 1985年：康斯坦丁·契尔年科，前苏共中央总书记、苏联最高苏维埃主席团主席（1911年出生）
- 1988年：範雄，越南總理（1912年出生）
- 2012年：尚·吉羅，法國漫畫家（1938年出生）
- 2016年：杜潘芳格，台灣客家女詩人（1927年出生）
- 2018年：唐翔千，前香港政务司司长唐英年父亲，商人（1923年出生）
- 2018年：于貝爾·德·紀梵希，法国时尚设计师。（1927年出生）
- 2022年：尤尔根·格拉博夫斯基，德國足球運動員及總教練。（1944年出生）
- 2023年：藤井直伸，日本男子排球運動員。（1992年出生）
- 2024年：豬股睦美，日本插畫家、動畫師、漫畫家。（1960年出生）
- 2025年：弗朗西斯·比利·施立，索羅門群島政治人物，第6任索羅門群島總理。（1948年出生）
- 2025年：崔輝晟，韓國男歌手、音樂製作人。（1982年出生）

## 节假日与习俗
- 瑪利歐日
- 女法官国际日[1]
- 希腊：工程師節
- 羅馬尼亞：塞凱伊自由日
- 西藏：西藏人民起義日